# 훈련교육사령부
해병대 훈련교육사령부(Marine Corps Training & Education Command)는 버지니아주 콴티코의 콴티코 해병대 기지에 본부를 둔 미국 해병대 전투개발사령부 예하의 교육훈련사령부이다.

## 편성
- 본부대대
  - 본부중대
  - 체계중대
  - 인력모집중대
  - 전투개발중대
- 해병대 모집창 (MCRD)
  - MCRD 패리스섬
  - MCRD 샌디에이고
- 해병대 공지태스크포스 훈련사령부, 투엔티나인팜스

### 교육사령부
- 해병대 대학교
  - 고급전쟁학교 (Warfighting)
  - 해병대 지휘참모대학교
  - 원정전학교
  - Distance 교육훈련대학교
  - 사관군사교육대학교
  - 해병대 역사과
- 해병대 JROTC

### 훈련사령부
훈련사령부에서 관할하고 있는 학교와 교육훈련부대는 미국 전역에 퍼져있다.
- 동부
  - 동부야전의무훈련대대 (FMTB-E) - 캠프 르쥔
  - 해병대 전투근무지원학교 (MCCSSS)
  - 태평양 원정전훈련단 (EWTGPAC)
- 동북
  - 기초학교 (TBS)
  - 무기훈련대대 - 버지니아주 콴티코
    - 포트 리 해병분견대 - 메릴랜드주
    - 포트 미드 해병분견대 - 버지니아주

  - 해병대 사관후보생학교
  - 해병대 정보학교 (MCIS)
    - 댐넥 해병분견대
    - 뉴포트 해병분견대
    - 오세아나 해병분견대
- 동남
  - 해병대 공병학교 (MCES)
  - 동부보병학교 (SOI-E)
  - 제21해병항공훈련지원전대 (MATSG-21)
    - 이글린 해병분견대
    - 코리 스테이션 해병분견대

  - 제23해병항공훈련지원전대 (MATSG-23)
- 서부
  - 강습수륙양용학교(Assault Amphibian School) - 팬들턴
  - 대서양 원정전훈련단 (EWTGLANT)
  - 서부보병학교 (SOI-W)
  - 서부야전의무훈련대대 (FMTB-W)
  - 해병대 통신전자학교 (MCCES)
- 서남
  - 포트 레오나드 우드 해병분견대 (병기)
  - 포트 실 해병분견대 (포병)
  - 제22해병항공훈련지원전대 (MATSG-22)
    - 랜돌프 해병분견대
    - 렉랜드 해병분견대
    - 포트 후아추카 해병분견대
    - 굿펠로우 해병분견대

## 같이 보기
- 훈련교리사령부 (미국), 육군
- 해군교육훈련사령부
- 공군교육훈련사령부 (미국)